# Dannefeld
Dannefeld is een plaats en voormalige gemeente in de Duitse deelstaat Saksen-Anhalt en maakt deel uit van de gemeente Gardelegen in de Landkreis Altmarkkreis Salzwedel.
Dannefeld telde begin 2022 297 inwoners, exclusief de 20 mensen, die in het gehucht Kahnstieg woonden.

## Bestuurlijke indeling
- → 24-07-1952: Gemeente binnen het district Gardelegen
- 25-07-1952 → 30-06-1994: Gemeente binnen het district Klötze
- xx-xx-1994 → 01-01-2005: Gemeente binnen de Verwaltungsgemeinschaft Mieste
- 01-01-2005 → 01-01-2011: Gemeente binnen de Verwaltungsgemeinschaft Südliche Altmark
- 01-01-2011 → Ortsteil van de gemeente Gardelegen; samen met het naburige Ortsteil Kahnstieg een van de 26 Ortschaften van deze gemeente.

Algenstedt · Berge · Breitenfeld · Dannefeld · Estedt · Gardelegen Stadt · Hemstedt · Hottendorf · Jävenitz · Jeggau · Jerchel · Jeseritz · Kassieck · Kloster Neuendorf · Köckte · Letzlingen · Lindstedt · Mieste · Miesterhorst · Peckfitz · Potzehne · Roxförde · Sachau · Schenkenhorst · Seethen · Sichau · Solpke · Trüstedt · Wannefeld · Wiepke · Zichtau